# Leškovice
Leškovice (en allemand : Leschkowitz) est une commune du district de Havlíčkův Brod, dans la région de Vysočina, en République tchèque. Sa population s'élevait à 79 habitants en 2020.

## Géographie
Leškovice se trouve à 8 km au sud-est de Golčův Jeníkov, à 18 km au nord-nord-ouest de Havlíčkův Brod, à 41 km au nord de Jihlava et à 87 km à l'est-sud-est de Prague.
La commune est limitée par Vilémov au nord, par Uhelná Příbram à l'est, par Vepříkov au sud, et par Rybníček à l'ouest.

## Histoire
La première mention écrite de la localité date de 1401.

## Transports
Par la route, Leškovice se trouve à 8,5 km de Golčův Jeníkov, à 23 km de Havlíčkův Brod, à 49,5 km de Jihlava et à 100 km de Prague.